# Sils im Engadin/Segl
Sils im Engadin/Segl (německy a do roku 1943 oficiálně Sils im Engadin; rétorománsky Segl) je obec ve švýcarském kantonu Graubünden, okresu Maloja. Nachází se v údolí Engadin, asi 9 kilometrů jihozápadně od Svatého Mořice, v nadmořské výšce 1803 metrů. Žije zde 700 obyvatel.

## Geografie
Sils im Engadin leží na plošině mezi jezery Silsersee a Silvaplanersee. Obec je jazykově smíšená, německo-románská, což se odráží ve dvojím názvu.
Sils Maria, jedna ze dvou částí obce, spolu se Sils Baselgia, je střediskem zimních sportů a nabízí širokou škálu sportovních a rekreačních možností i kulturního vyžití.
Turisticky atraktivní je také přítomnost nedalekého známého rekreačního střediska Svatý Mořic.

## Historie

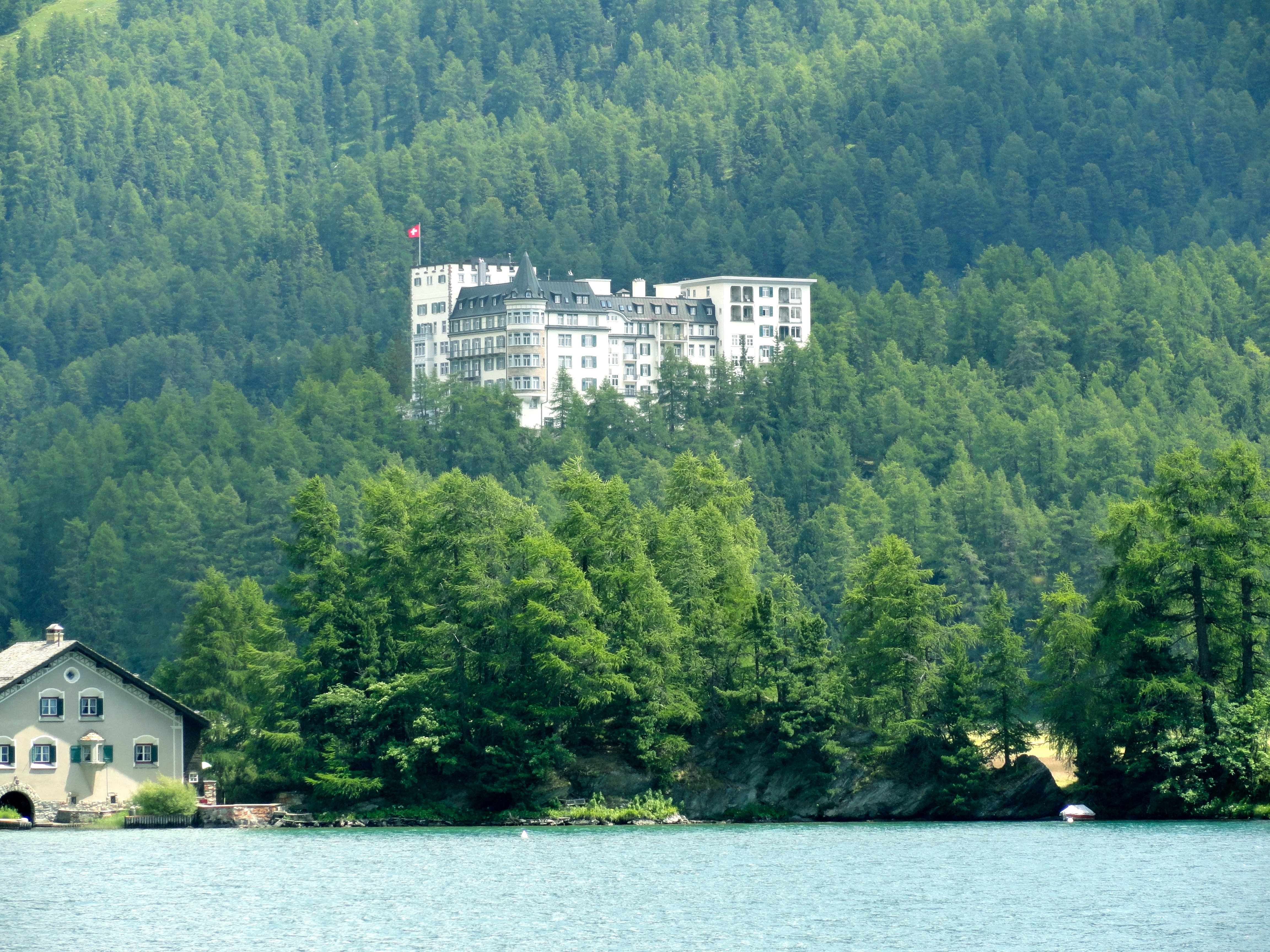
Hotel Waldhaus na břehu jezera

Sils byl poprvé zmíněn kolem roku 800 jako Silles a v roce 1131 jako Sillis. Votivní oltáře z kamene Lavez objevené v Sils-Baselgia ukazují na římskou svatyni na římské cestě přes průsmyky Maloja a Julier. Na poloostrově Chastè na břehu jezera Silsersee se nachází rozvaliny středověkého hradu. Ve středověku se na trase Maloja/Julierpass nacházel Sust. Z roku 1545 pochází alpský řád a v roce 1591 měl Sils vlastní rétorománské stanovy obce.
Od pozdního středověku byl důležitým zdrojem příjmů rybolov a vývoz solených a uzených pstruhů do Itálie. Tento motiv je proto také znázorněn ve znaku obce. V osadě Plaz nad jezerem Lej Giazöl se na konci 17. století těžil galenit a zinkový blend. V zadní části údolí řeky Fex se zhruba tři sta let těžily slídové břidlicové desky, tzv. fexerské desky, které se používaly na stavbu kamen a zastřešení domů. Po roce 1964 však po ukončení těžby toto zařízení postupně chátralo.
Emigrace v 19. století přinesla prosperitu a Sils se začal podílet na rozvíjejícím se cestovním ruchu.
Čtyřhvězdičkový hotel Edelweiss byl postaven v roce 1876 vedle dnešního Nietzscheho domu. Jeho secesní hala je památkově chráněná.
Hotel Schweizerhof v Sils Marii otevřel v roce 1907 Ferdinand Barbla, který již vlastnil hotel „Alpenrose“ u jižního vjezdu do obce. V roce 1982 prodal hotel, který nebyl vhodný pro zimní využití, rekreačnímu sdružení, které jej přestavělo a v roce 1984 otevřelo jako klubový hotel.
Hotel Waldhaus byl otevřen v roce 1908. Jde o jeden z mála pětihvězdičkových hotelů ve Švýcarsku, který je od svého otevření ve vlastnictví stejné rodiny. Zvenku i zevnitř je stále z velké části v původním stavu. Pobývala zde řada známých osobností.

## Obyvatelstvo

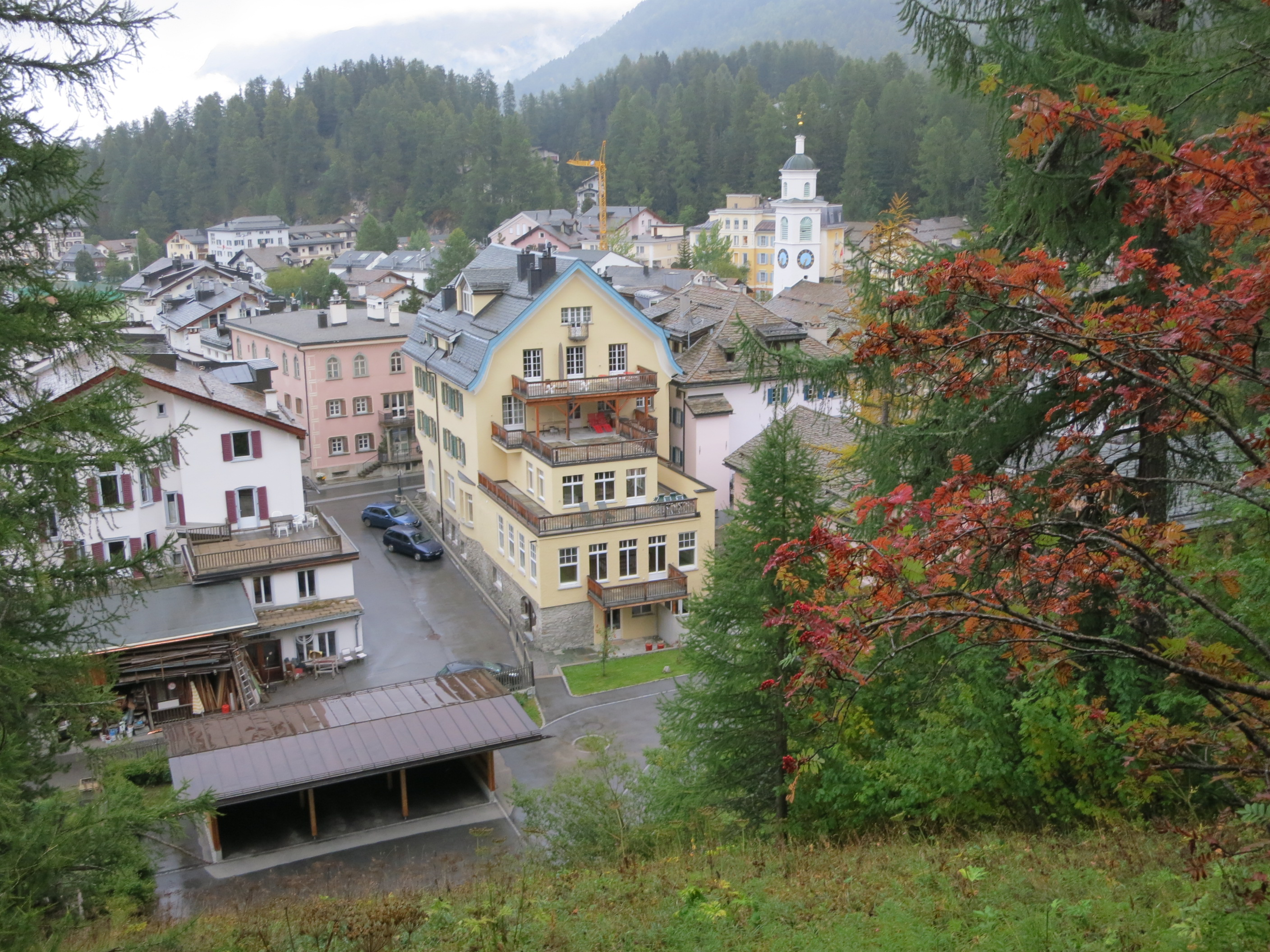
Pohled na centrum obce

| Vývoj počtu obyvatel | Vývoj počtu obyvatel | Vývoj počtu obyvatel | Vývoj počtu obyvatel | Vývoj počtu obyvatel | Vývoj počtu obyvatel | Vývoj počtu obyvatel | Vývoj počtu obyvatel | Vývoj počtu obyvatel | Vývoj počtu obyvatel | Vývoj počtu obyvatel | Vývoj počtu obyvatel | Vývoj počtu obyvatel | Vývoj počtu obyvatel |
| -------------------- | -------------------- | -------------------- | -------------------- | -------------------- | -------------------- | -------------------- | -------------------- | -------------------- | -------------------- | -------------------- | -------------------- | -------------------- | -------------------- |
| Rok                  | 1850                 | 1900                 | 1930                 | 1950                 | 1980                 | 1990                 | 2000                 | 2005                 | 2010                 | 2012                 | 2014                 | 2019                 |                      |
| Počet obyvatel       | 219                  | 178                  | 359                  | 262                  | 434                  | 498                  | 751                  | 744                  | 752                  | 773                  | 768                  | 702                  |                      |

### Jazyky
Původně všichni obyvatelé obce mluvili jazykem putér, hornoengadinským dialektem rétorománštiny. V roce 1880 zde však již žila početná německy mluvící menšina. Nicméně rétorománsky mluvící většina se udržela až do druhé světové války (68,2 % v roce 1880, 55,82 % v roce 1910, 61,5 % v roce 1941). Po roce 1960 se obec přiklonila k německému jazyku, který v roce 1970 poprvé tvořil relativní většinu. Úředními jazyky obce jsou němčina a rétorománština, přičemž zhruba třetina obyvatel se stále domluví rétorománsky. Nezanedbatelný podíl obyvatel (okolo 15 %) používá také italštinu. Vývoj v posledních desetiletích ukazuje následující tabulka:
| Jazyky v Silsu |                   |                   |                   |                   |                   |                   |
| Jazyk          | Sčítání lidu 1980 | Sčítání lidu 1980 | Sčítání lidu 1990 | Sčítání lidu 1990 | Sčítání lidu 2000 | Sčítání lidu 2000 |
| Jazyk          | Počet             | Podíl             | Počet             | Podíl             | Počet             | Podíl             |
| Němčina        | 210               | 48,39 %           | 291               | 58,43 %           | 446               | 59,39 %           |
| Rétorománština | 137               | 31,57 %           | 122               | 24,50 %           | 90                | 11,98 %           |
| Italština      | 67                | 15,44 %           | 71                | 14,26 %           | 116               | 15,45 %           |
| Počet obyvatel | 434               | 100 %             | 498               | 100 %             | 751               | 100 %             |

## Osobnosti

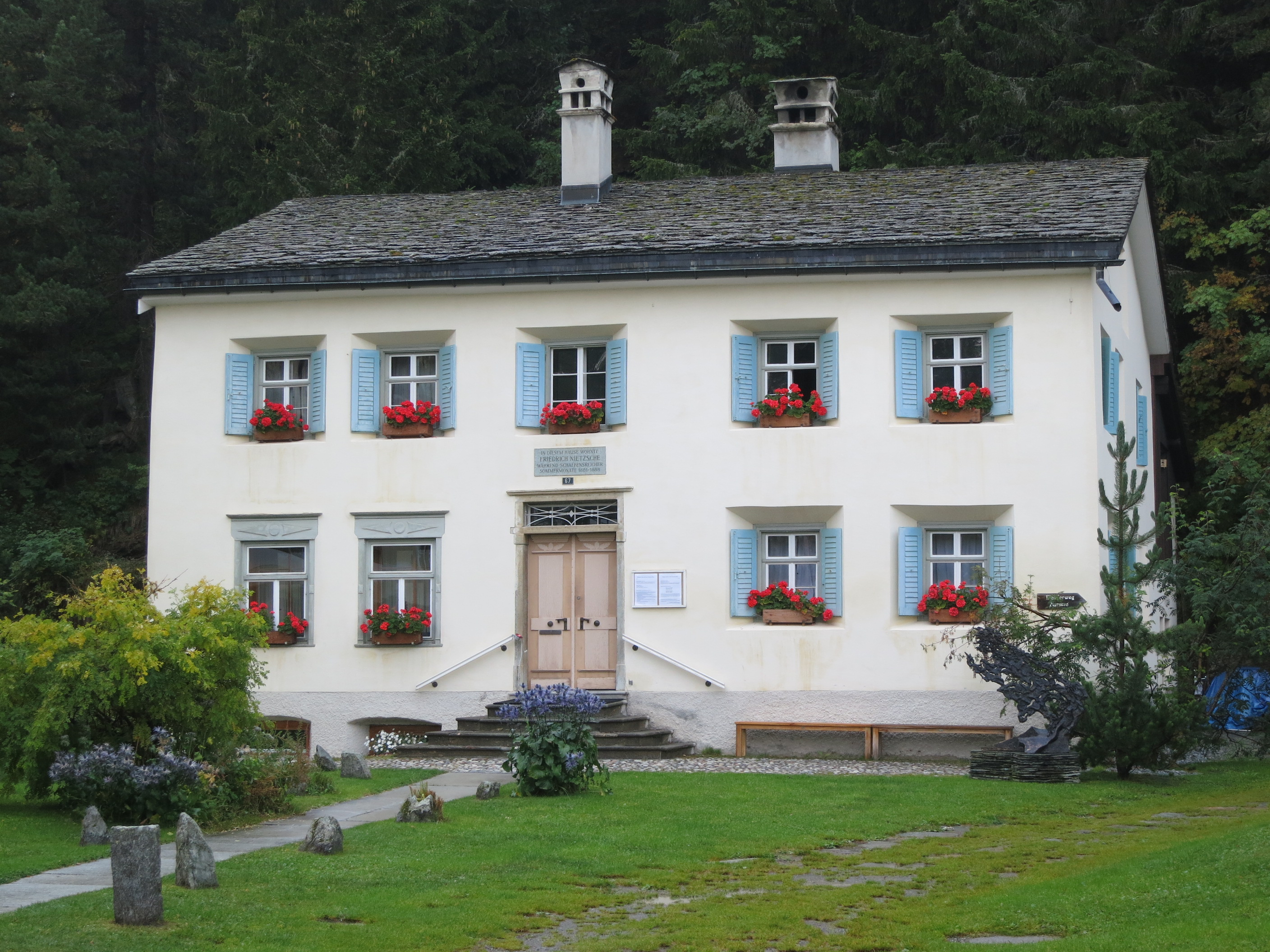
Dům, ve kterém v Sils pobýval Nietzsche; dnes muzeum

Poloha a podnebí přilákaly do obce mnoho významných osobností. Rád zde pobýval Hermann Hesse a především Friedrich Nietzsche; v letech 1881–1888 (s výjimkou roku 1882) strávil v Sils Marii sedm letních pobytů a vytvořil zde některá ze svých nejvýznamnějších děl; pověst o tomto místě a jezeře rozšířil po celém světě. Nietzscheho dům v Sils Maria, kde během svých pobytů pobýval v těch nejprostších podmínkách, uchovává jeho památku jako muzeum a výzkumné centrum. Také zde trávila letní prázdniny v letech 1935 a 1936 Anne Franková, a to u své bohaté pařížské tety Olgy Spitzerové v jejím sídle nedaleko hotelu. Později byl na její památku ze soukromé iniciativy postaven pomník před vilou Spitzer („Villa Laret“).
Na hřbitově ve Fex-Crasta byl po své smrti v roce 2014 pohřben dirigent a hudební ředitel Claudio Abbado.

## Doprava
Obcí prochází kantonální hlavní silnice č. 3 v trase Chur – Silvaplana – průsmyk Maloja. Nejbližší železniční stanice se nachází ve Svatém Mořici na Albulské a Berninské dráze.